# Seifeddine Makhlouf
Pour les articles homonymes, voir Makhlouf.
Seifeddine Makhlouf (arabe : سيف الدين مخلوف), né le 12 août 1975 à Tunis, est un avocat et homme politique tunisien.
Il est depuis 2019, député à l'Assemblée des représentants du peuple et président du groupe parlementaire de la Coalition de la dignité.

## Biographie
Devenu avocat en 2009, puis avocat à la cour d'appel[Laquelle ?] en 2011, il est connu pour avoir été avocat de la défense pour des salafistes présumés,, ce qui lui vaut le surnom d'« avocat des terroristes »,.

### Carrière politique
Makhlouf se présente à l'élection présidentielle de 2019, lors de laquelle il recueille 147 351 voix au premier tour, soit 4,37 % des voix.
Lors des élections législatives qui suivent, Makhlouf utilise des photos de Kaïs Saïed (tout juste élu président de la République tunisienne) sans son accord lors de sa campagne électorale,. Il est par la suite élu député de la première circonscription de Tunis.
Le 6 novembre 2019, l'Union générale tunisienne du travail porte plainte contre Makhlouf pour diffamation, ce dernier l'ayant accusé de corruption,.
Le 13 décembre, la sixième chambre correctionnelle auprès du tribunal de première instance de Tunis condamne Makhlouf à vingt mois de prison ferme pour outrage à magistrat et menaces proférées contre lui après la fermeture de l'école coranique de Regueb,. Celui-ci renonce à son immunité parlementaire et fait appel.
Le 12 mai 2020, il menace le président Saïed de lancer une procédure de destitution contre lui.
Le lendemain, Makhlouf insulte et menace le bloc parlementaire du Parti destourien libre, et annonce qu'il préfère démissionner que de présenter ses excuses
Le 16 mai 2020, le Syndicat national des journalistes tunisiens (en) dénonce les propos haineux de Makhlouf, ce dernier ayant traité un journaliste de chien.
Le 28 novembre 2020, Makhlouf déclenche une polémique en annonçant au parlement qu'un laboratoire tunisien a trouvé un antidote contre le coronavirus, ce qui est le sujet de moqueries en ligne. Il revient sur le sujet le 9 février 2021 et insiste sur l'exactitude des informations qu'il a donné. Des enquêtes révèlent par la suite le lien entre le laboratoire et le député qui a auparavant été son avocat dans une affaire de corruption où le laboratoire est accusé d'avoir utilisé de l'huile d'olive subventionné par l'État au lieu d'huile usagée pour fabriquer du biocarburant.
Le 27 janvier 2021, Seifeddine Makhlouf agresse sa collègue Abir Moussi en lui arrachant son téléphone et en la menaçant de le casser,. Le 25 août, son parti annonce des modifications au sein de ses structures dirigeantes, de ce fait Ahmed Belghith remplace Makhlouf comme porte-parole, et ce jusqu'à la clarification de la situation judiciaire de ce dernier.
En juin 2022, Makhlouf est condamné en appel par un tribunal militaire à un an de prison ferme pour « atteinte à la dignité de l'armée » et à une interdiction d'exercer son métier d'avocat durant cinq ans. Le 21 janvier 2023, il est arrêté après sa condamnation en appel par un tribunal militaire, pour insultes prononcées en mars 2021 envers des policiers à l'aéroport de Tunis, à quatorze mois de prison. Le 9 juin, il est condamné en appel à 20 mois de prison dans une affaire l'opposant au procureur de la République du tribunal de Sidi Bouzid.
En juillet 2024, il est arrêté et poursuivi en Algérie pour entrée illégale, après avoir tenté de prendre un vol pour Istanbul.

### Vie privée
Seifeddine Makhlouf est marié et père d'un enfant.